# Лория (станция метро)
«Лория» (исп. Loria) — станция Линии A метрополитена Буэнос-Айреса. Станция расположена между станциями Пласа Мисерере и Кастро Баррос.

## Местоположение
Станция расположена на проспекте Авенида Ривадавия в месте его пересечения с улицами Санчес де-Лория и Санчес де Бустаманте, в районе Альмагро и недалеко от границы с районом Бальванера.

## История

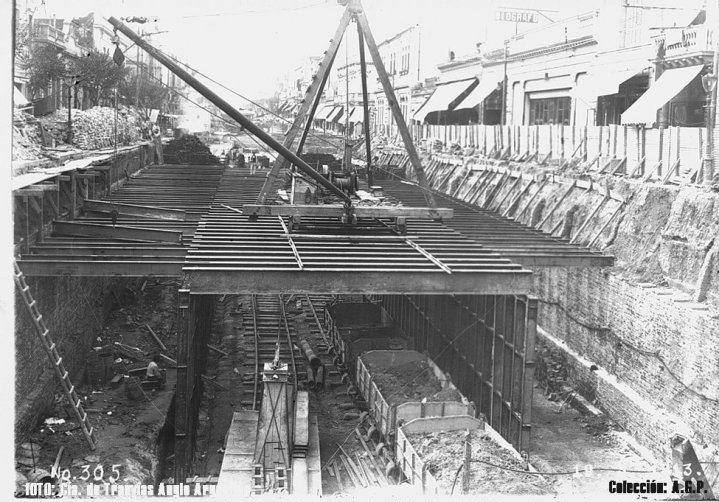
Строительство.

Эта станция принадлежит второй части линии, открытой 1 апреля 1914 года, объединившей станции Рио-де-Жанейро и Площадь Мая.
Станция получила имя в честь Мариано Санчес де-Лория, политика, который представлял провинцию Чаркас на Тукуманском конгрессе, который объявил независимость страны 9 июля 1816. После смерти жены решил стать священником и служил церкви в соборе Catedral de Charcas.

## Городские достопримечательности
- Факультет психологии Университета Буэнос-Айреса
- Hospital Ramos Mejía
- Colegio Mariano Moreno
- Instituto Inmaculada Concepción

## Галерея

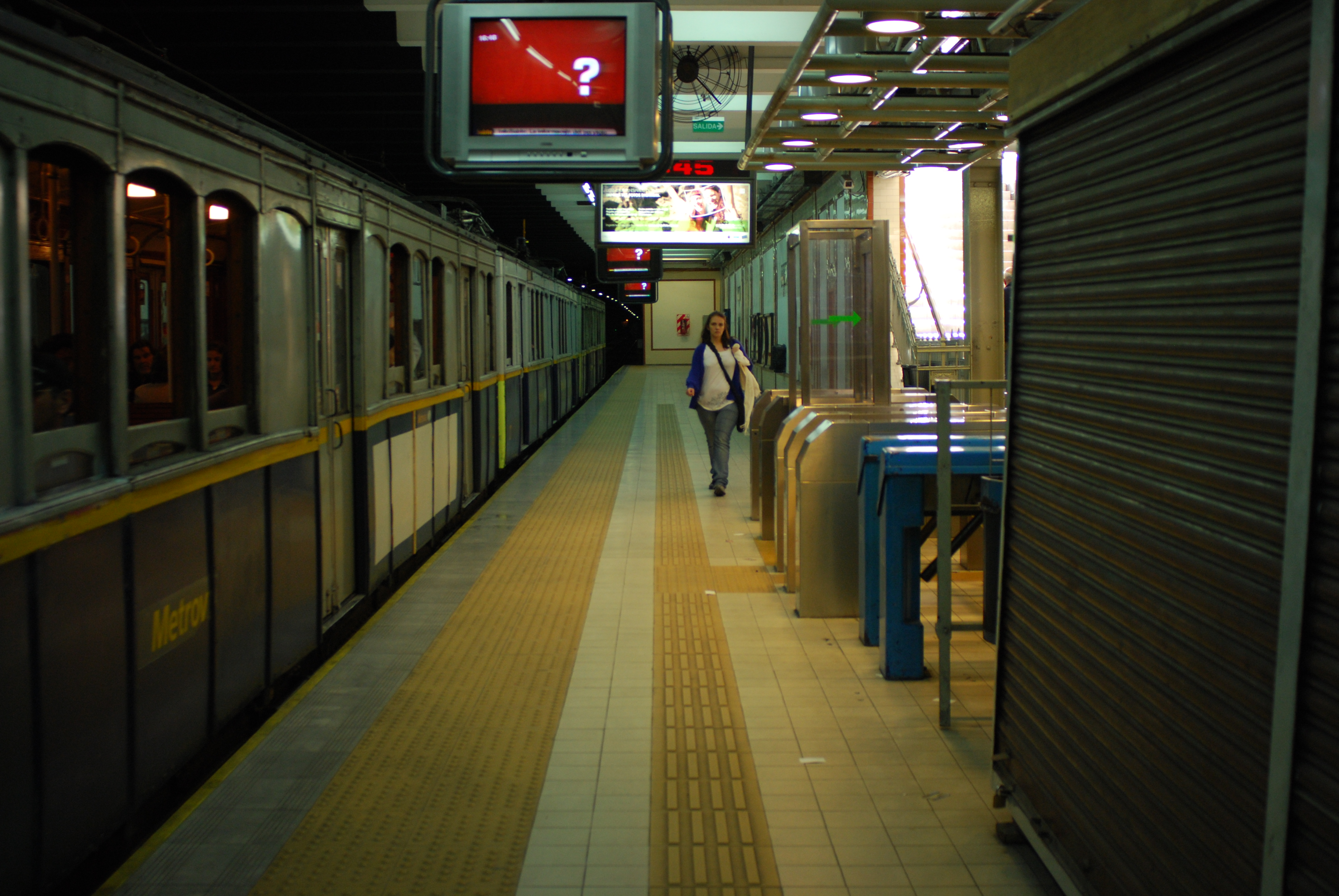
Вагон начала 20-го века La Brugeoise
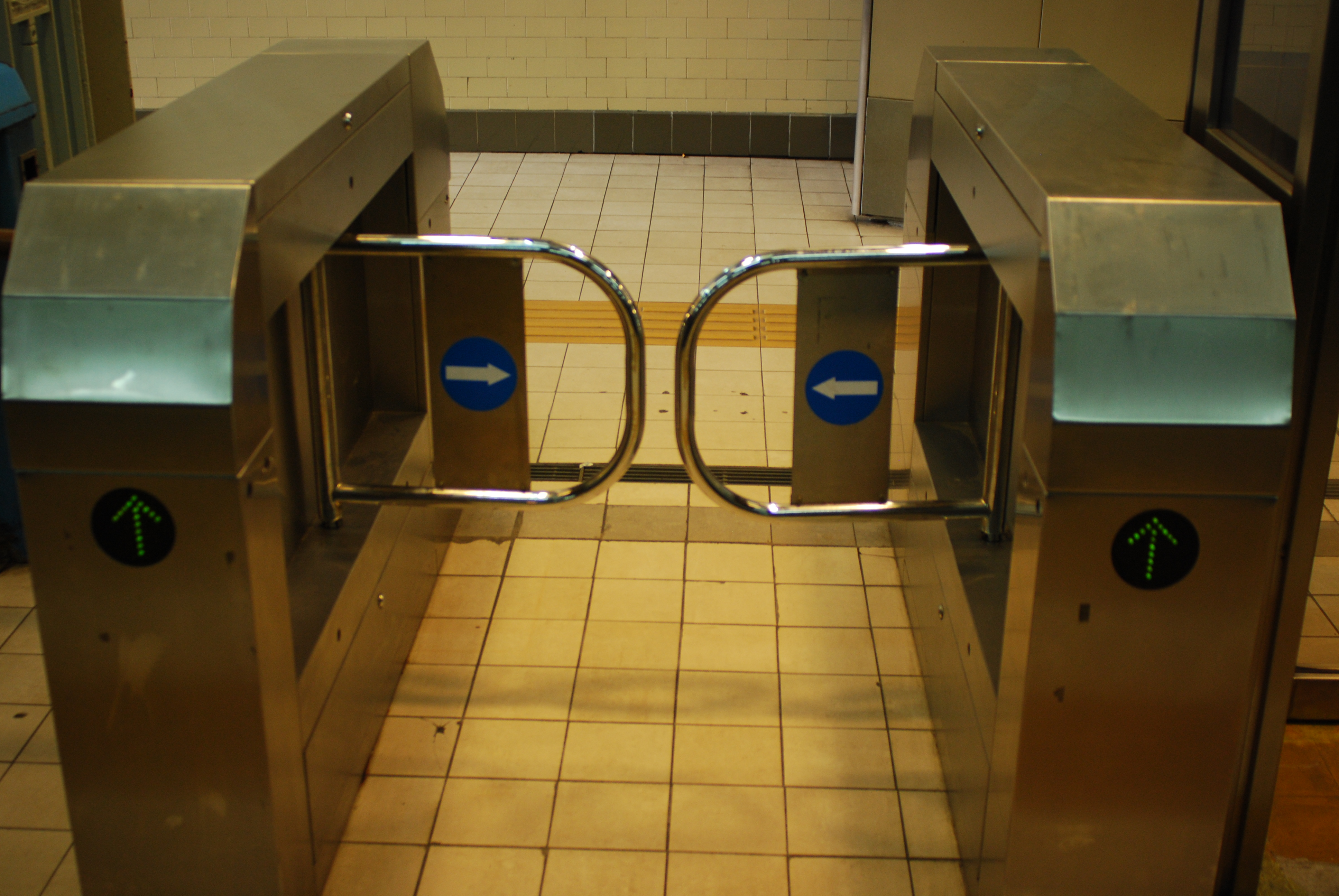
Турникет
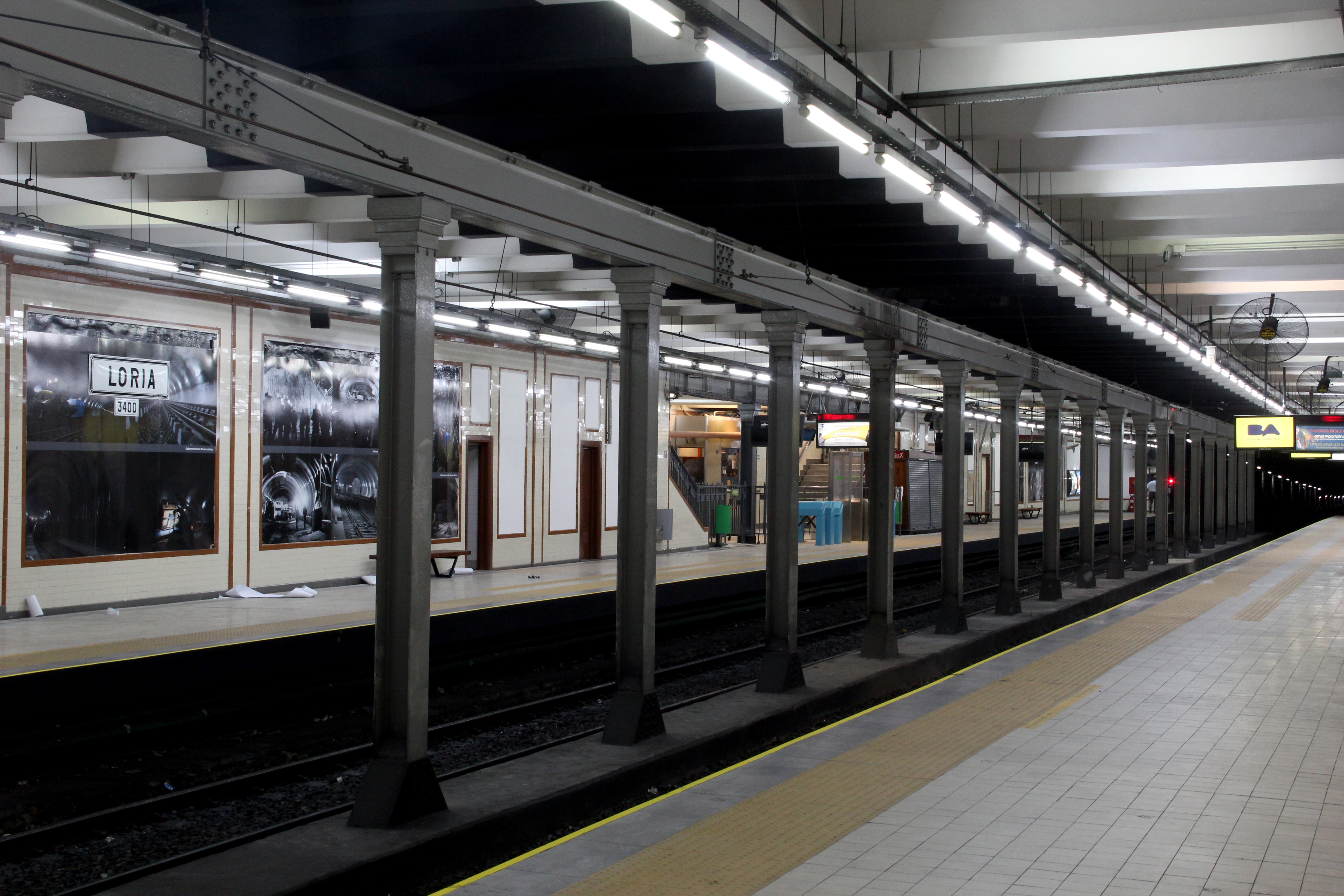
Вестибюль станции
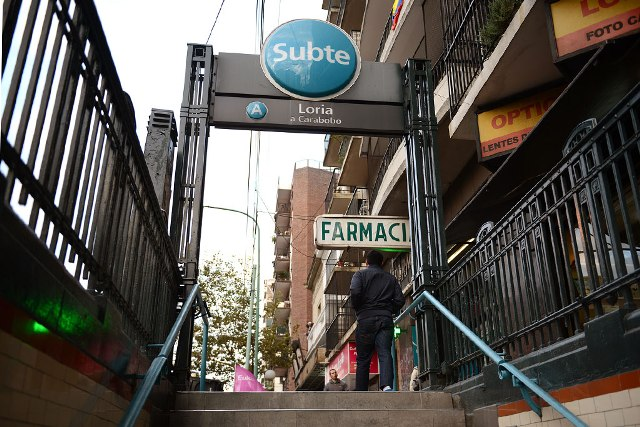
Вид с улицы